# Scyletria
Scyletria là một chi nhện trong họ Linyphiidae.